# De panter van Hollywood

De ligging van de VerenigdeStaten in Noord-Amerika.

De ligging van Los Angeles in de staat Carlifornië.

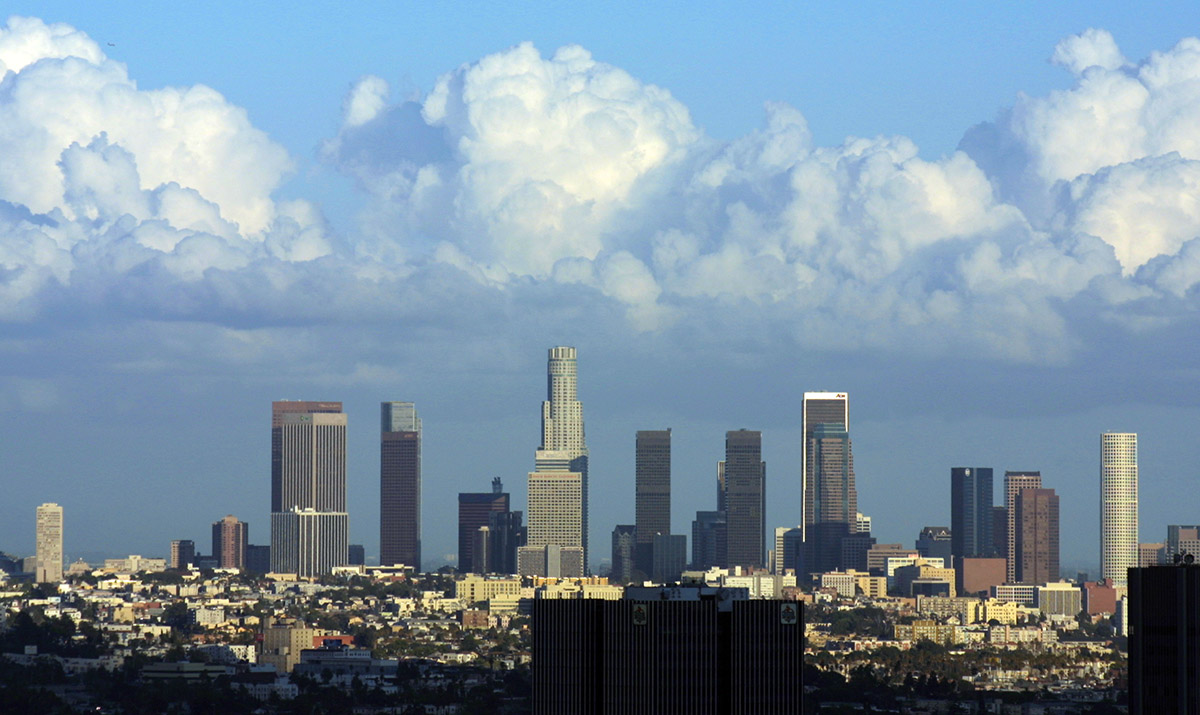
De beroemde skyline van Los Angeles.

De panter van Hollywood is een spionageroman van auteur Gérard de Villiers en is het 15e deel uit de S.A.S.-reeks met als protagonist de Oostenrijkse prins en freelance CIA-agent Malko Linge.

## Het verhaal
In een chique buitenwijk van Los Angeles wordt Zuna, een indaan van de Navajo-stam door een panter gedood. De panter wordt door de actrice Jill Rickbell als huisdier gehouden.
De bekende Hollywood-producent Gene Shirak, en minnaar van Rickbell, had haar kort voor de tragische gebeurtenis gevraagd met de indiaan een reisje naar Mexico te maken. Rickbell vertrekt met het ontzielde lichaam naar Mexico en dumpt het daar in de woestijn.
Ongelukkigerwijs wordt het lichaam echter al snel ontdekt en trekt de aandacht van de Amerikaanse inlichtingendienst CIA omdat in een nabijgelegen motel zich twee Cubaanse geheim agenten ophouden.
Een gegevensanalyse door de CIA wijst uit dat Shirak mogelijk nauwe banden met Fidel Castro onderhoudt en mogelijk zelfs met de Sovjet-Unie.
Malko vertrekt naar Hollywood voor nader onderzoek.

## Personages
- Malko Linge, een Oostenrijkse prins en CIA-agent;
- Gene Shirak, een gerenommeerd Hollywood-producent en spion voor de KGB;
- Jill Rickbell, een Amerikaanse actrice;
- Zuni, een Navajo-indiaan.